# Малая вильсония
Малая вильсония (лат. Cardellina pusilla) — маленькая певчая птица семейства древесницевых.

## Описание
Оперение верхней части тела от оливково-коричневого до зеленовато-коричневого цвета. У самца верх головы чёрного цвета. Оперение нижней части тела жёлтого цвета.

## Распространение
Области гнездования расположены в лесах на севере Северной Америки, от Канады на юг и запад Северной Америки. Зимой птицы мигрируют в Центральную Америку. Залётный вид в Западной Европе.

## Питание
Питается преимущественно насекомыми, которых ловит в полёте.

## Размножение
Чашеобразное гнездо строит на земле. В кладке от 4-х до 6-и яиц.